# كأس السوبر الأوروبي 2001
كأس السوبر الأوروبي 2001 و هي مباراة بين بايرن ميونيخ الألماني ونادي ليفربول الإنجليزي لعبت في 24 أغسطس 2001 على ملعب لويس الثاني، انتهت المباراة بفوز ليفربول 3-2 ، وهو الفوز الثاني له في كأس السوبر الأوروبي.